# Hellerup

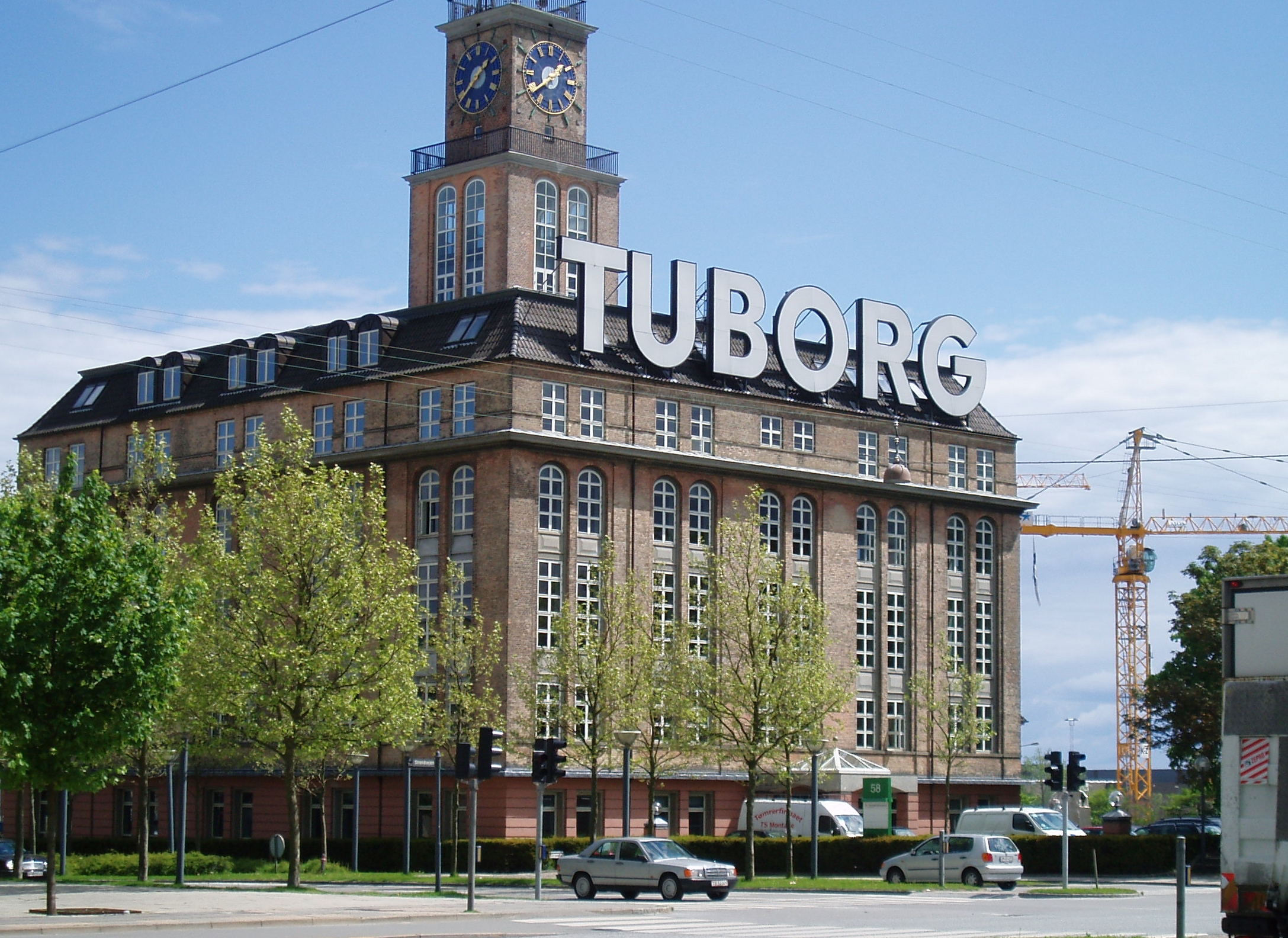
Tuborghaus in Hellerup

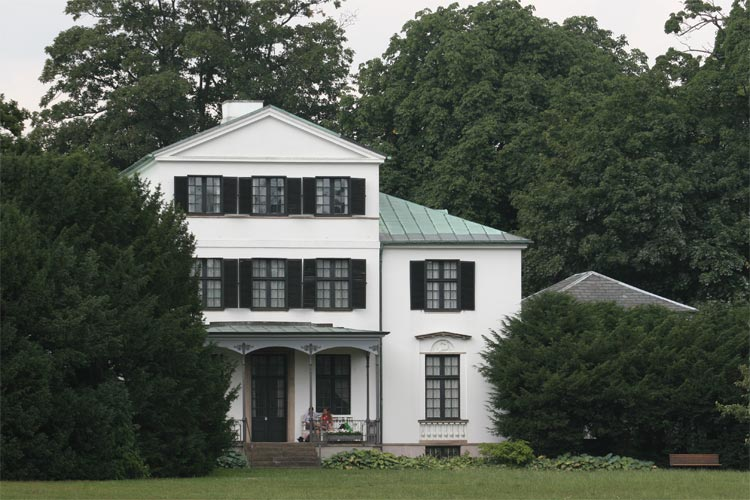
Das ehemalige Landhaus Øregaard beherbergt seit 1921 ein Kunstmuseum. Der zugehörige Park wurde schon 1918 der Öffentlichkeit zugänglich gemacht.

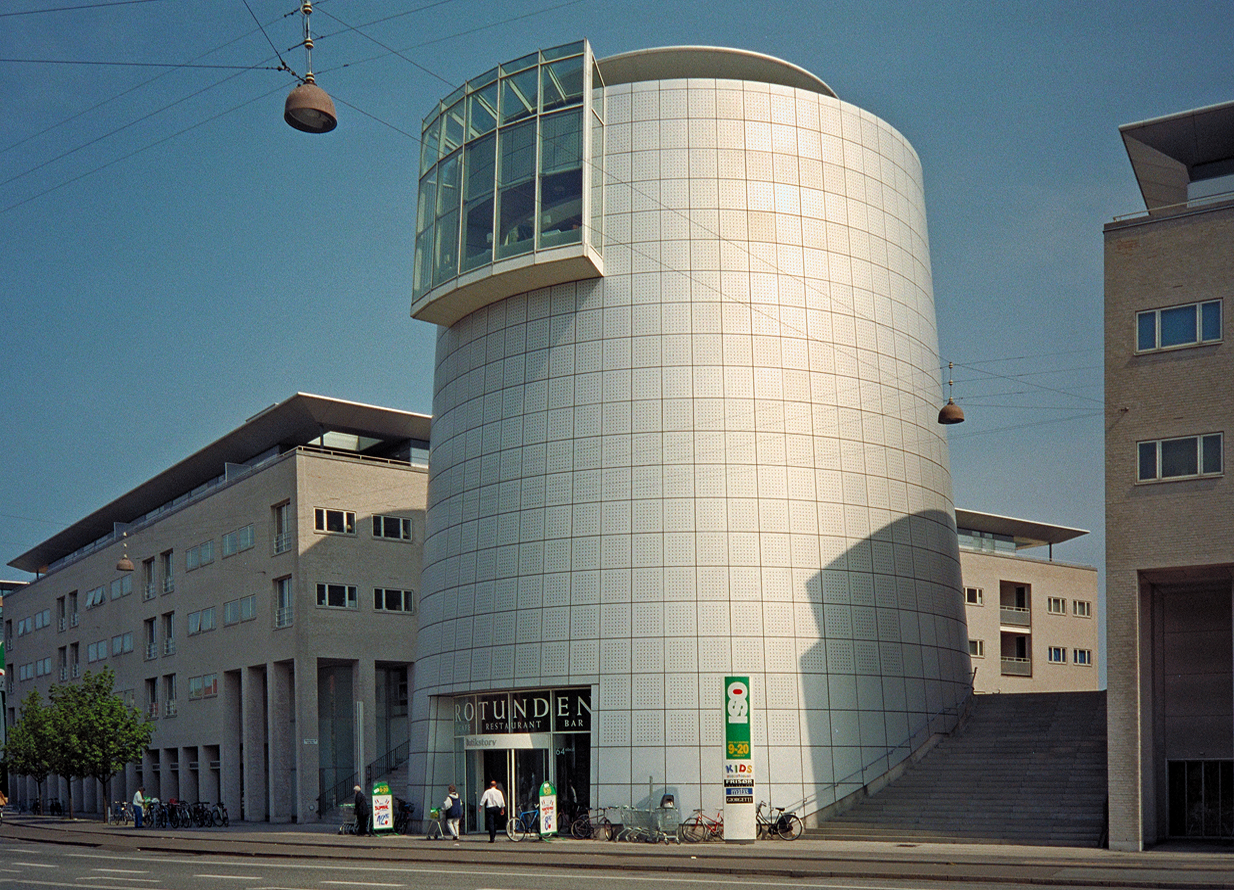
Rotunden in Hellerup.

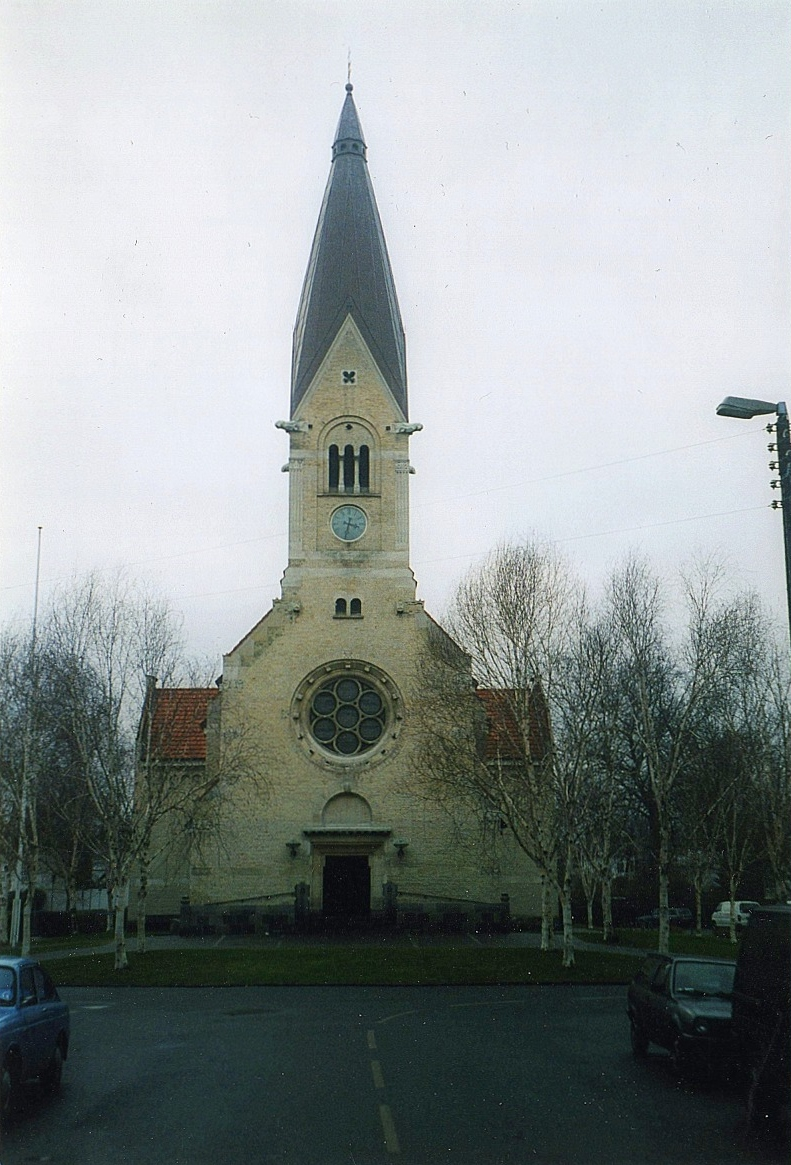
Kirche von Hellerup

Hellerup [ˈhɛlˀəʀob̥] ist ein Stadtteil der dänischen Kommune Gentofte und liegt damit im Großraum Kopenhagen. Die nördlichst gelegenen Straßenzüge der benachbarten Kommune Kopenhagen gehören postalisch zum Bereich Hellerup.
Der Ort liegt direkt am Öresund und ist neben Frederiksberg eine der exklusivsten Wohngegenden des ganzen Landes.

## Geschichte
Im Gegensatz zu anderen Teilen von Gentofte entwickelte sich Hellerup nicht aus einem Dorf. Seinen Namen bekam es von einem Justizrat Johan David Heller, der 1748 einen Lustgarten erwarb und ihn Hellerupgård nannte.
Die eigentliche Entwicklung begann erst in der zweiten Hälfte des 19. Jahrhunderts. 1863 wurde der Bahnhof Hellerup eröffnet, seit 1934 ist er auch eine wichtige Station der S-Bahn. Die wichtigste Straße Hellerups, der Strandvej, liegt etwas weiter östlich und verläuft parallel zum Ostseeufer.
1873 wurde in Hellerup die Tuborg-Brauerei gegründet, seit 1979 wird das Bier jedoch nicht mehr hier gebraut; mittlerweile wurde das ehemalige Brauereigelände mit Wohngebäuden und einem Museum, dem Experimentarium bebaut. Ein noch heute sichtbares Wahrzeichen des Unternehmens ist die markante Tuborgflasken, ein 30 Meter hoher Aussichtsturm in Form einer Bierflasche.
Während des Zweiten Weltkrieges wurde die Svanemølle-Kaserne der dänischen Armee durch die deutsche Sicherheitspolizei für die Hinrichtung von Widerstandskämpfern genutzt. Daran erinnert der Gedenkhain in Ryvangen.

## Sonstiges
Peter Høeg beschreibt in seinem Roman Fräulein Smillas Gespür für Schnee die Atmosphäre der Villengegend mit den Worten „Selv i mørket, selv om vinteren, ligger Hellerup i en anden dimension end København.“ (deutsch: „Selbst in der Dunkelheit, selbst im Winter liegt Hellerup in einer anderen Dimension als Kopenhagen.“)
Erbprinz Christian zu Dänemark wurde im August 2011 in Hellerup in die „Tranegard“-Grundschule eingeschult.

## Söhne und Töchter
- Knud Kirkeløkke (1892–1976), Turner
- Hans Bjerrum (1899–1979), Hockeyspieler
- Jens Asby (1912–2003), Schauspieler
- Mærsk Mc-Kinney Møller (1913–2012), Reeder
- Ole Berntsen (1915–1996), Segler
- Sigrid Horne-Rasmussen (1915–1982), Schauspielerin
- Poul Bundgaard (1922–1998), Schauspieler
- Paul Elvstrøm (1928–2016), Segler und mehrfacher Olympiasieger
- Birgit Sadolin (* 1933), Schauspielerin
- Lars Bloch (1938–2022), Schauspieler
- Christian Kampmann (1939–1988), Schriftsteller
- Lisbet Lundquist (* 1943), Film- und Theaterschauspielerin
- Klaus Wegener (1944–2018), Schauspieler
- Torben Piechnik (* 1963), Fußballspieler
- Alexandre Willaume (* 1972), Schauspieler und Maler
- Sebastian Bull (* 1995), Filmschauspieler
- Sebastian Fini (* 1995), Mountainbiker
- Rasmus Bøgh Wallin (* 1996), Radrennfahrer
- Clara Rugaard (* 1997), Schauspielerin und Sängerin
- Hannah Viller Møller (* 2001), Tennisspielerin